# 2015年蘇魯奇爆炸案
2015年蘇魯奇爆炸案，是指發生於2015年7月20日，在土耳其尚勒烏爾法省蘇魯奇鎮的一起爆炸案。當地時間大約上午12時左右，「阿瑪拉文化中心」（Amara Culture Centre）附近發生了爆炸。已知有32人死亡，與104人受傷。土耳其總理艾哈迈德·达武特奥卢在記者會中稱，炸彈「最有可能」是由伊斯蘭國的一位女性成員引爆的，不過後來相信行兇者是一名與伊斯蘭國武裝分子有聯繫的庫爾德族男子Seyh Abdurrahman Alagoz；總統雷杰普·塔伊普·埃尔多安譴責此起爆炸案，稱此為恐怖攻擊的行為。
此次恐怖分子攻擊的目標是一個由大學生組成的團體（皆为被压迫者社会党下属青年组织社会主义青年协会联盟的成员），他們在文化中心集合，正準備越過邊境，前往敘利亞的科巴尼協助重建，而兩地相隔僅6英里。

## 事後
一些庫爾德人認為此次爆炸是土耳其政府串通伊斯蘭國在土耳其境內對庫爾德人發動襲擊。7月22日，庫爾德工人黨殺害兩名土耳其警察，聲稱該二人有份協助發動此次爆炸案。7月23日，伊斯蘭國武裝分子攻擊土耳其在土敘邊境的一个岗哨，一名土軍被殺。連串襲擊事件发生後，土耳其政府一方面在境內發起大規模的搜捕伊斯蘭國成員、庫爾德工人黨分子及其他左翼人士的行動，另一方面從7月24日開始，派出戰機轟炸敘利亞的伊斯蘭國目標及伊拉克北部的庫爾德工人黨目標。有評論認為土耳其打擊伊斯蘭國的行動只是掩飾，真正目的是藉機鏟除庫爾德工人黨。